# Teatro académico estatal Sundukián de Ereván
El Teatro académico estatal Sundukián de Ereván fundado en 1922, es el más antiguo teatro moderno en Armenia. Conocidos actores y directores como fundada en 1922, es el más antiguo teatro moderno en Armenia.Conocidos actores y directores como Vardán Ajemián, Valentín Podpomógov, Vahram Papazián, Hrachia Ghaplanián, Hrachia Nersisián, Hasmik, Avet Avetisián, y Arus Voskanián eran las estrellas del teatro. Realizaron obras nacionales y extranjeras. 
El teatro lleva el nombre de Gabriel Sundukián, que fundó la escuela armenia de drama realista.